# Связанные контейнеры для подписей
ASiC (Связанные контейнеры для подписей) — формат контейнеров для хранения цифровых подписей и электронных документов, предназначенный для безопасного и долгосрочного хранения. Разработан Европейским институтом телекоммуникационных стандартов (ETSI) как стандарт для стран Евросоюза в рамках регламента eIDAS. 

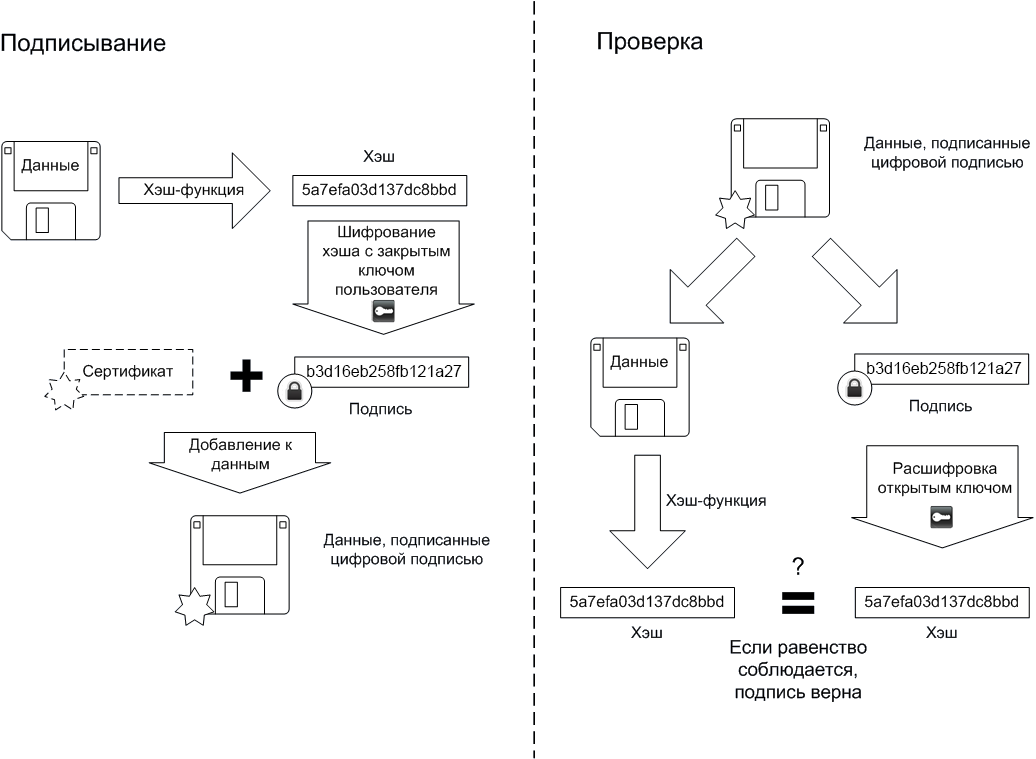
Диаграмма цифровой подписи, показывающая базовые процессы. Формат ASiC применяется для защищенного хранения документов с цифровой подписью.

## Назначение и область применения
Формат ASiC позволяет упаковывать несколько документов и цифровые подписи в один ZIP-контейнер, что обеспечивает юридическую значимость, целостность и долгосрочное хранение подписанных документов. Он широко используется для юридически значимых документов, административного документооборота и других случаев, когда требуется гарантированная подлинность данных и их защита от изменений.

## История и стандарты
ASiC был создан в рамках инициативы ETSI для унификации стандартов на цифровые подписи и доверительные услуги на территории Евросоюза. Основные спецификации формата ASiC описаны в следующих стандартах:
- ETSI TS 103 171 — спецификация контейнеров с ассоциированной подписью.
- ETSI EN 319 162 — описание требований к структуре контейнеров ASiC и долгосрочной сохранности подписей.

Эти стандарты были разработаны в поддержку регламента eIDAS, который регулирует использование электронных подписей, печатей и других доверительных услуг в ЕС. Регламент eIDAS и стандарты ETSI позволяют пользователям разных стран Евросоюза использовать единый формат для юридически значимого электронного документооборота, что значительно упрощает межгосударственные операции.

## Типы контейнеров ASiC
ASiC использует ZIP-архивы и поддерживает два основных типа контейнеров:
- ASiC-S — контейнер с одним документом и его подписью. Эта структура подходит для базовых операций, когда требуется подписать один документ.
- ASiC-E — расширенный контейнер с поддержкой временных меток, что позволяет гарантировать долгосрочную юридическую значимость и неизменность подписей. ASiC-E позволяет хранить документы с множественными подписями и временными метками.

## Техническая структура
ASiC-контейнер представляет собой ZIP-архив, включающий оригинальные файлы и файлы с подписями в формате XML. Структура контейнера организована так, что каждая подпись привязана к конкретному документу, а также может включать метаданные для временной привязки, что важно для юридической значимости.

## Программы для работы с ASiC
Для открытия, создания и проверки файлов формата ASiC в странах ЕС используются специализированные программы, такие как:
- DigiDoc4 Client — программа, разработанная в Эстонии, поддерживающая обе версии ASiC (ASiC-S и ASiC-E). DigiDoc4 позволяет подписывать документы, добавлять временные метки и проверять подлинность подписей.
- eParakstītājs — латвийская программа для создания и проверки цифровых подписей.
- Szafir — польская программа, которая поддерживает формат ASiC и позволяет использовать ID-карты для цифровой подписи.

## Преимущества и недостатки
Формат ASiC обладает рядом преимуществ:
- Юридическая значимость — формат соответствует стандартам eIDAS, что обеспечивает легитимность документов на всей территории ЕС.
- Долгосрочное хранение — версия ASiC-E поддерживает временные метки, что гарантирует неизменность и подлинность документов на длительный срок.
- Совместимость — ASiC широко поддерживается в странах ЕС и является стандартом для межгосударственного документооборота.

Недостатки формата:
- Необходимость специального ПО — для работы с ASiC требуется специализированное программное обеспечение, что может затруднить его использование в странах, не поддерживающих eIDAS.
- Сложность структуры — использование ZIP-архивов и XML-документов может быть технически сложным для пользователей без необходимого ПО и опыта.